# Cmentarz Zasłużonych na Pęksowym Brzyzku
Cmentarz Zasłużonych na Pęksowym Brzyzku w Zakopanem (nazywany też Starym Cmentarzem) – pierwszy zakopiański cmentarz przy ul. Kościeliskiej, założony w drugiej połowie XIX wieku przez pierwszego proboszcza zakopiańskiego, księdza Józefa Stolarczyka.

## Historia
Cmentarz powstał w 1851 roku przy istniejącym już wcześniej i rozbudowywanym kościele pw. św. Klemensa. Nazwa cmentarza pochodzi od nazwiska darczyńcy ziemi, na której jest zlokalizowany, Jana Pęksy. W gwarze góralskiej „brzyz” („brzyzek”) oznacza urwisko nad potokiem. Bramę cmentarną zaprojektował Stanisław Witkiewicz.
Po masakrach 1861 roku dokonanych przez Rosję w Warszawie i Wilnie, zakopiańska rodzina Homolacsów ufundowała krzyż i tablicę, które stanęły w centrum cmentarza. Napis na tablicy głosił: Wieczny odpoczynek braciom niewinnie zamordowanym w Warszawie i Wilnie. Rok później starostwo w Nowym Targu nakazało usunąć napis.
W 1908 roku założono nowy cmentarz przy ulicy Nowotarskiej. Pod koniec 1931 roku, Stary Cmentarz wpisano do rejestru zabytków i nadano nazwę Cmentarza Zasłużonych. Oznaczało to, że każdy pochówek wymagał od tej pory zgody konserwatora zabytków, a na cmentarzu chowano już tylko ludzi wybitnych i zasłużonych dla Zakopanego, Tatr i Podhala.
Cmentarz otacza kamienny mur, który w latach 50. XX wieku z okazji stulecia nekropolii, został poddany renowacji za sprawą ówczesnego proboszcza, księdza Jana Tobolaka. Dodano wówczas kilkanaście płaskorzeźb oraz napis: Ojczyzna to ziemia i groby. Narody tracąc pamięć tracą życie. Zakopane pamięta. Renowacja była pożądana, ponieważ po II wojnie światowej, cmentarz był w bardzo złym stanie (rozbite nagrobki, spróchniałe krzyże itp.).
Od połowy czerwca 2014 r. pobierana jest przez parafię opłata od zwiedzających cmentarz. Pieniądze przeznaczane są na konserwację obiektów.

## Zasłużeni
Na Pęksowym Brzyzku znajduje się około 500 grobów, w tym 250 osób zasłużonych. Prawie wszystkie nagrobki są niepowtarzalnymi dziełami sztuki: kapliczkami, góralskimi krzyżami, rzeźbionymi w motywy podhalańskie, malowanymi na szkle lub wykonanymi w drewnie, metalu lub kamieniu. Wiele z nich powstało w pracowni Władysława Hasiora (gdy jeszcze uczył w Liceum Technik Plastycznych w Zakopanem), m.in. rzeźby na grobie Marii Witkiewiczowej, Józefa Fedorowicza „Pimka”, Antoniego Rząsy, Wandy Widigierowej. Na cmentarzu są rodzinne nagrobki rodów góralskich – Gąsieniców, Walczaków, Pęksów i in.
Przy wejściu, z prawej strony, znajduje się symboliczny grób Witkacego, razem z mogiłą jego matki. Nieco dalej pochowany jest Stanisław Marusarz (z żoną lreną), Helena Marusarzówna i Kornel Makuszyński. Naprzeciw, po drugiej stronie alejki, znalazł swoje miejsce grób Władysława Orkana, z jego lewej strony spoczęły prochy Kazimierza Przerwy-Tetmajera, z prawej zaś Tytusa Chałubińskiego, a w drugim rzędzie Sabały i Stanisława Witkiewicza. W głębi cmentarza, znajdują się nagrobki Karola Stryjeńskiego, Antoniego Kenara, Jana Długosza, Antoniego Rząsy (którego dłuta jest pomnik na mogile Antoniego Kenara), Władysława Hasiora, Zofii Radwańskiej-Paryskiej i Witolda Paryskiego. Przy bramie – grobowiec rodziny Chramców, mogiła ks. Józefa Stolarczyka, a nieco dalej Beaty Obertyńskiej. Na końcu cmentarza, pod murem kamienny nagrobek Mieczysława Biernacika, artysty-kowala i muzyka.
Wśród symbolicznych nagrobków na cmentarzu są także: nagrobek himalaisty Macieja Berbeki, krzyż upamiętniający etnografa Bronisława Piłsudskiego, a także tablice pamiątkowe poświęcone polskim kompozytorom związanym z Zakopanem (m.in. Karolowi Szymanowskiemu, Mieczysławowi Karłowiczowi). Znajduje się tutaj też symboliczny grób gen. Mariusza Zaruskiego zmarłego w 1941 roku w więzieniu w Chersoniu.

## Galeria

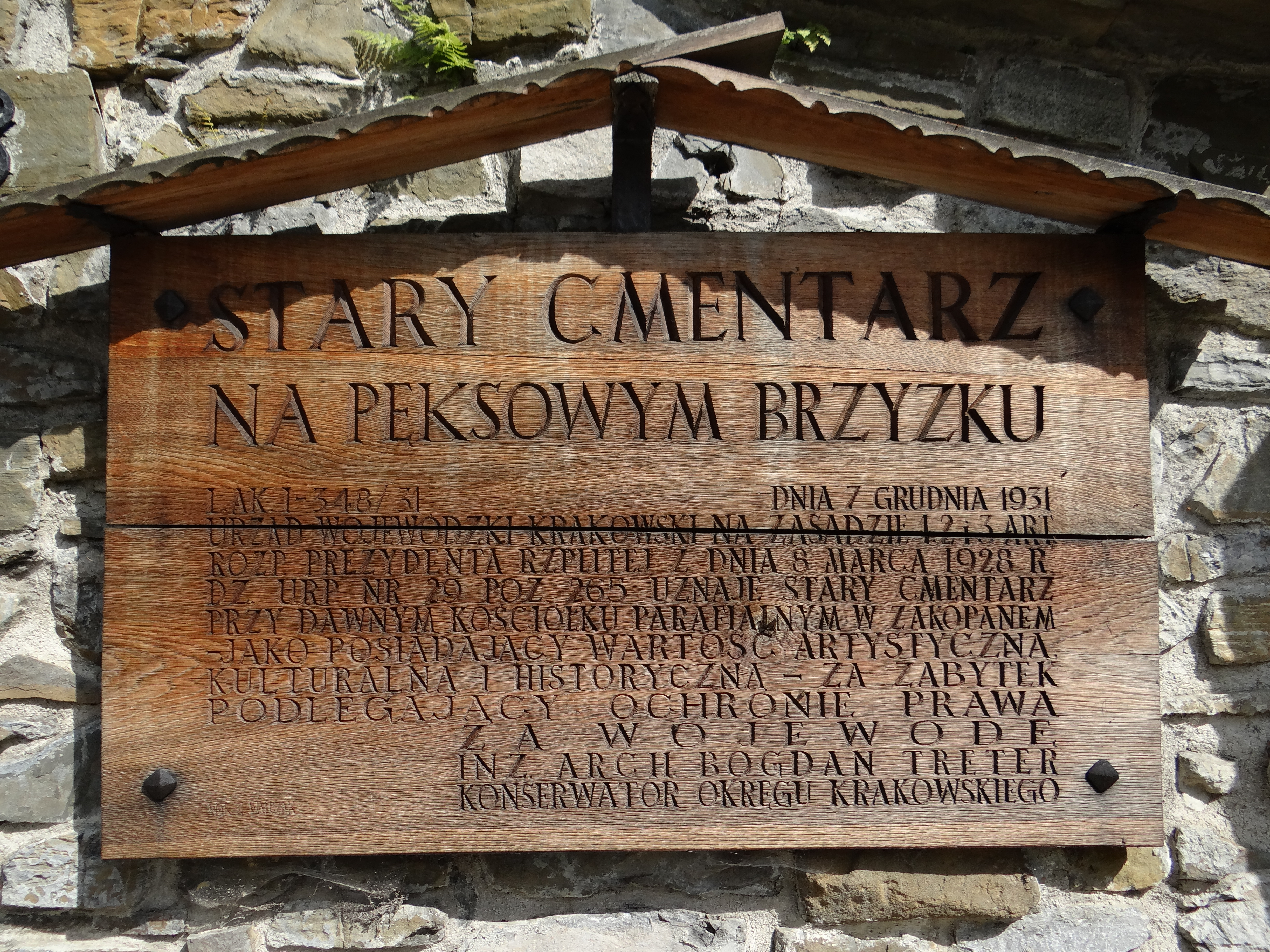
Tablica przy wejściu na cmentarz
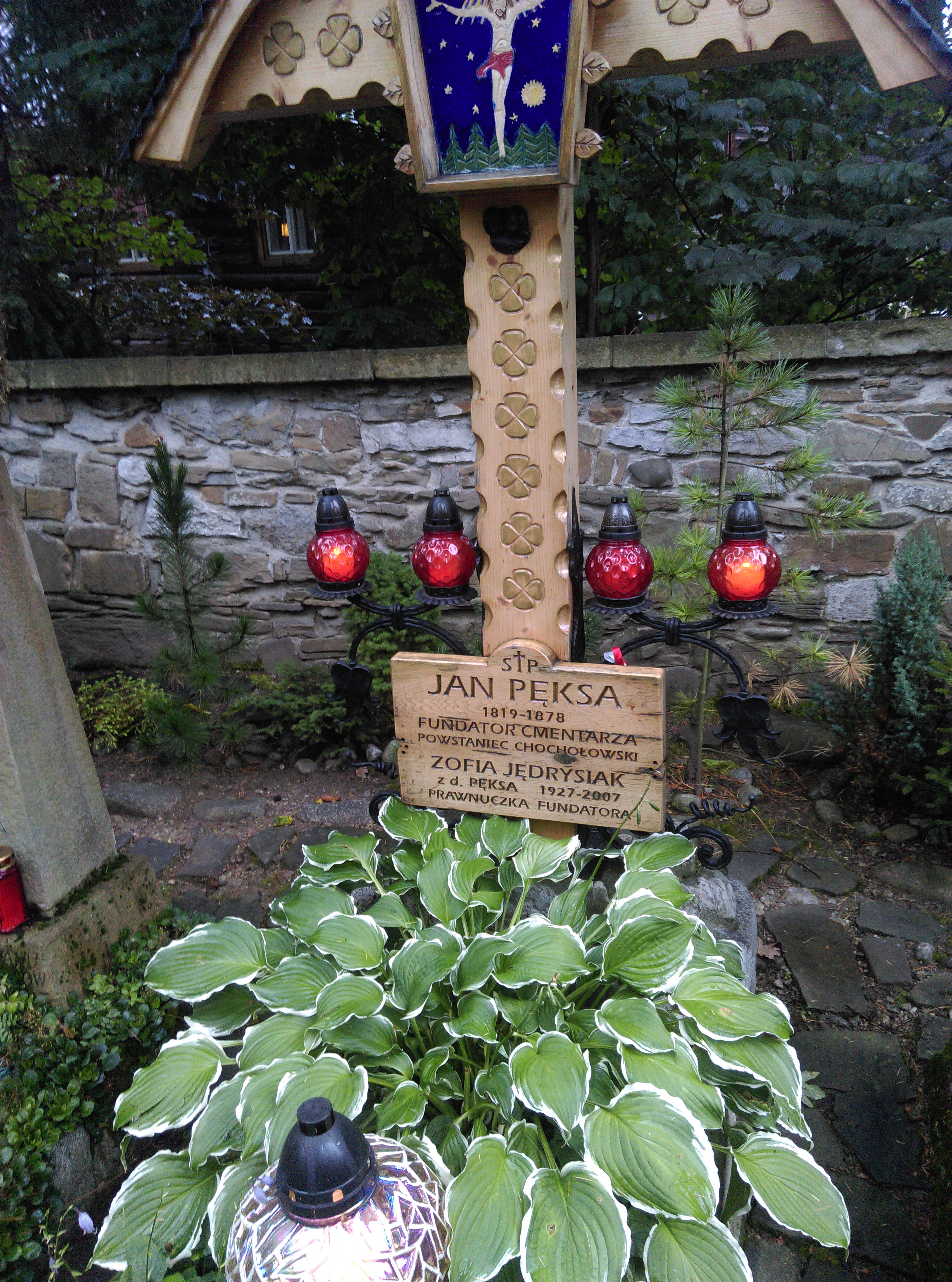
Grób Jana Pęksy – fundatora cmentarza
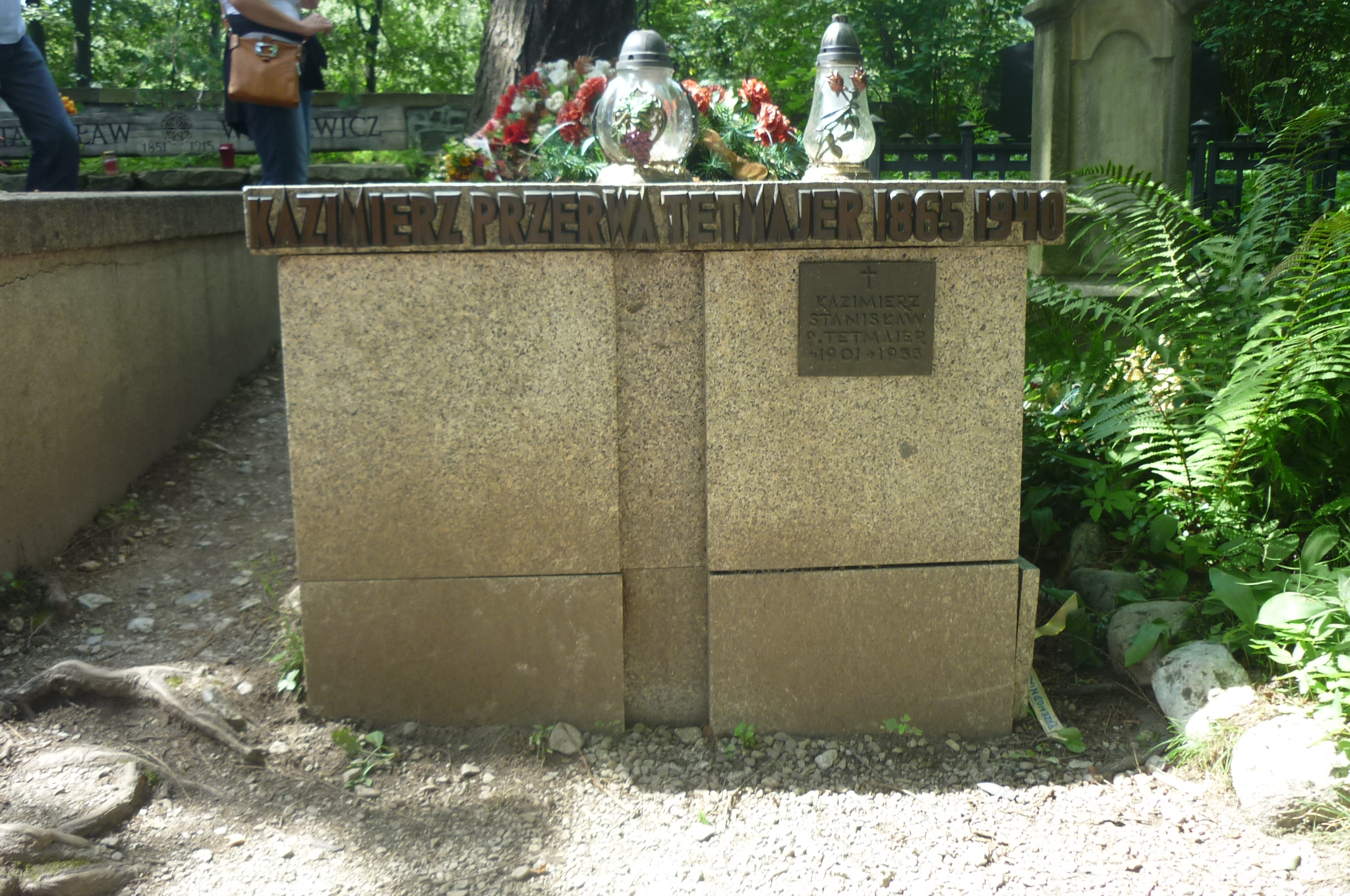
Grób Kazimierza Przerwy-Tetmajera
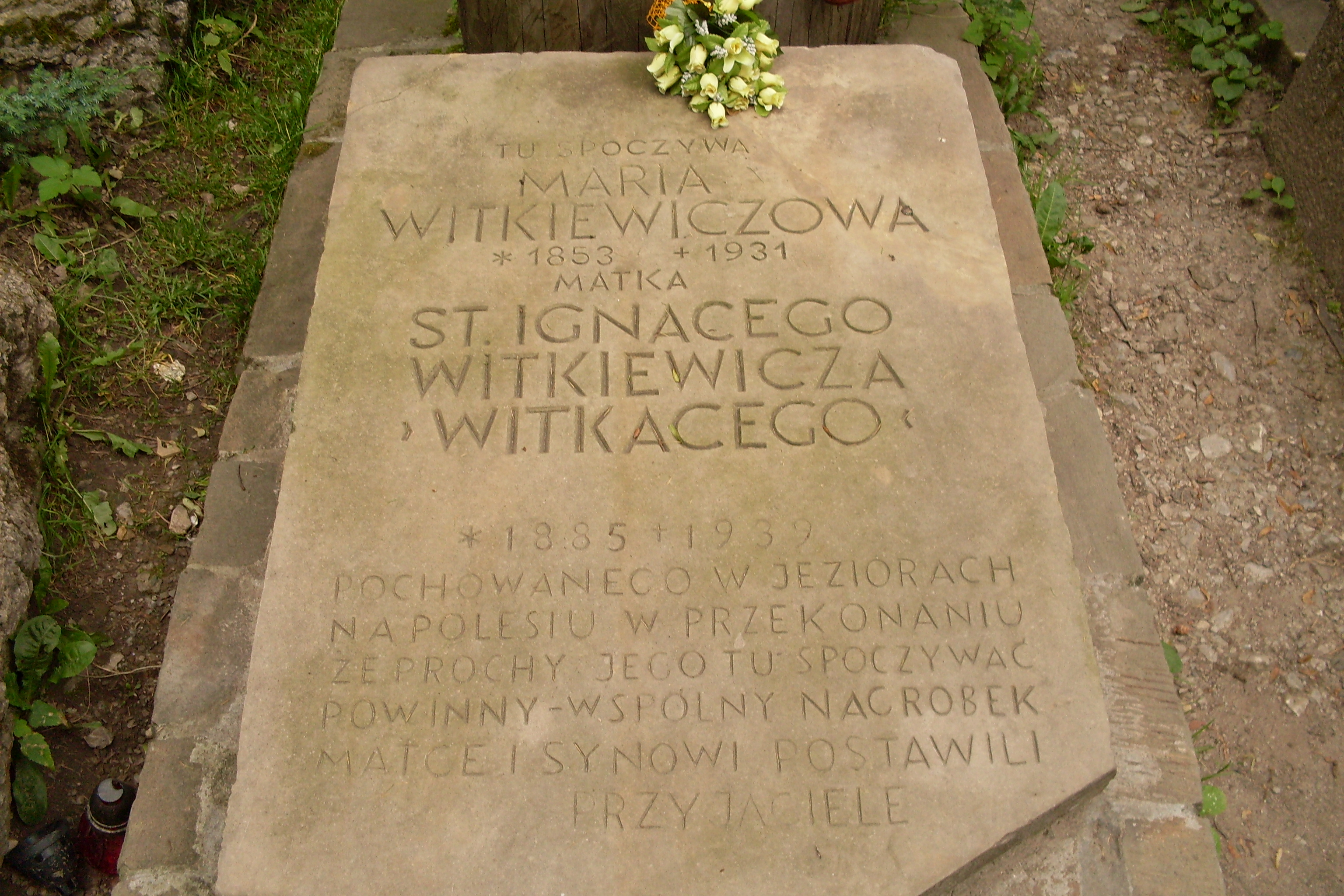
Grób Marii Witkiewiczowej i symboliczny grób jej syna, Witkacego
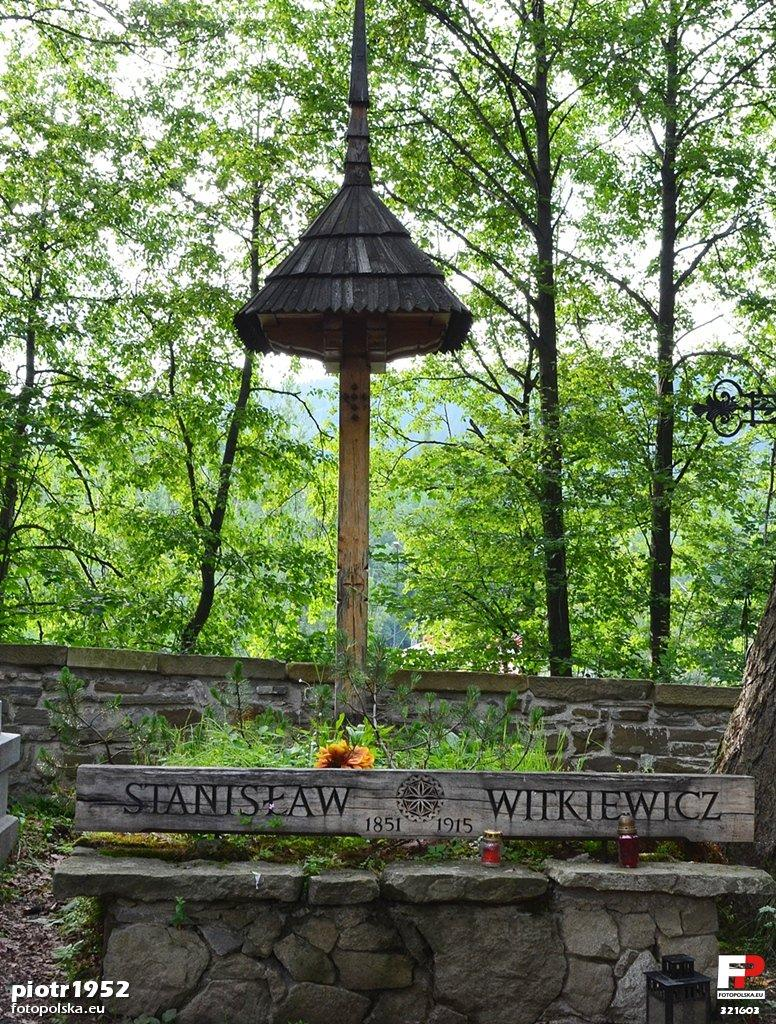
Grób Stanisława Witkiewicza
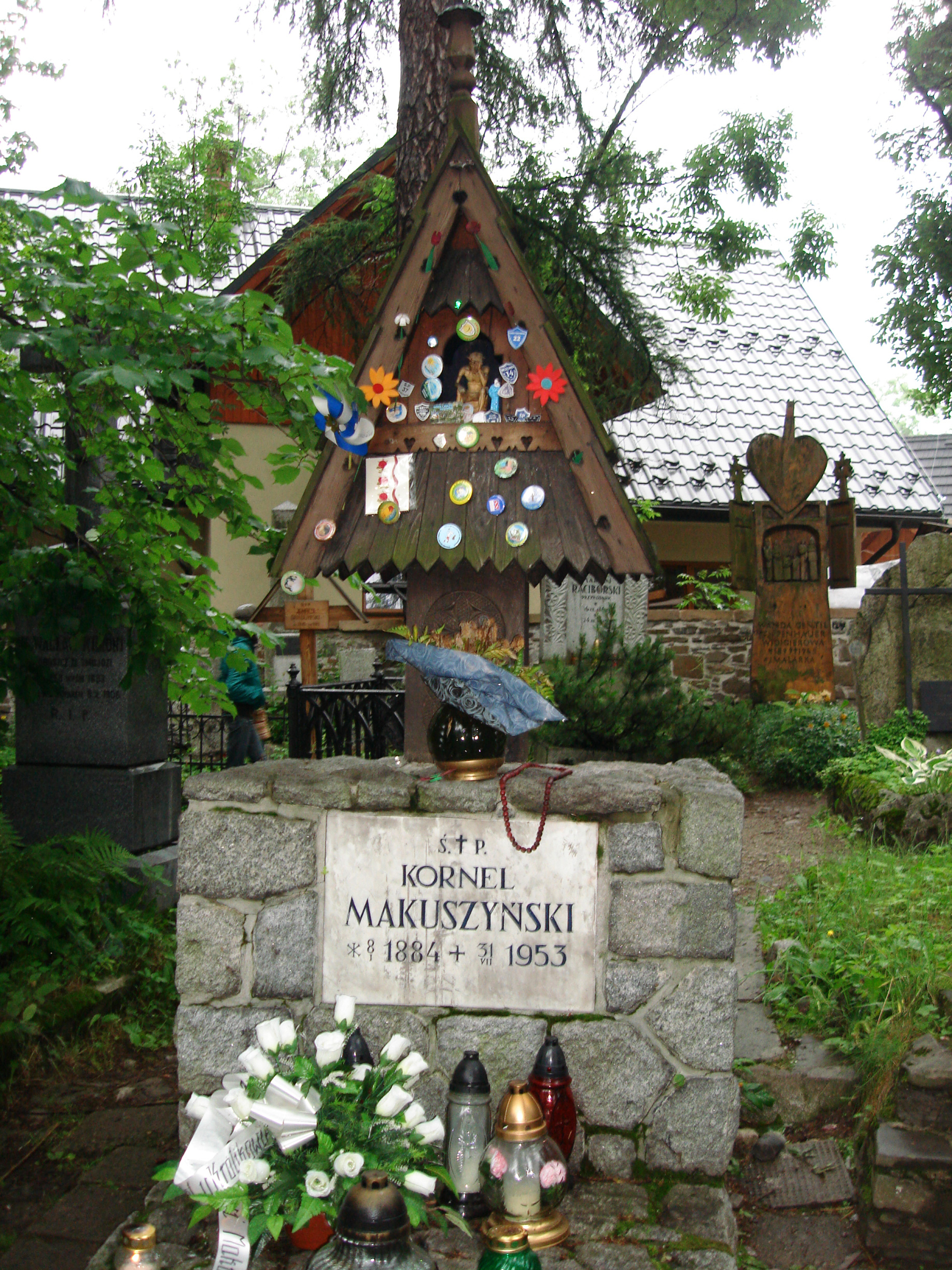
Grób Kornela Makuszyńskiego
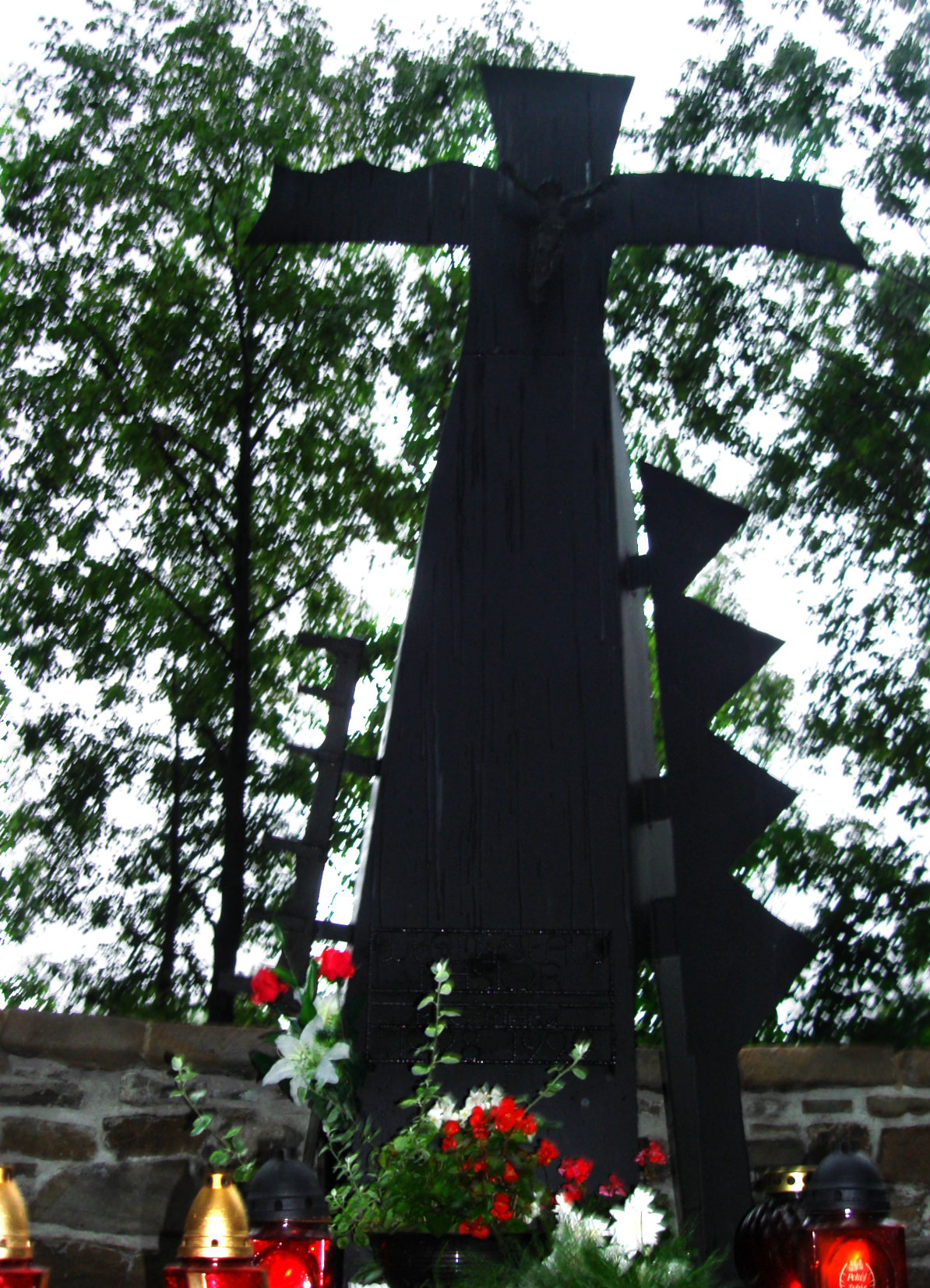
Grób Władysława Hasiora
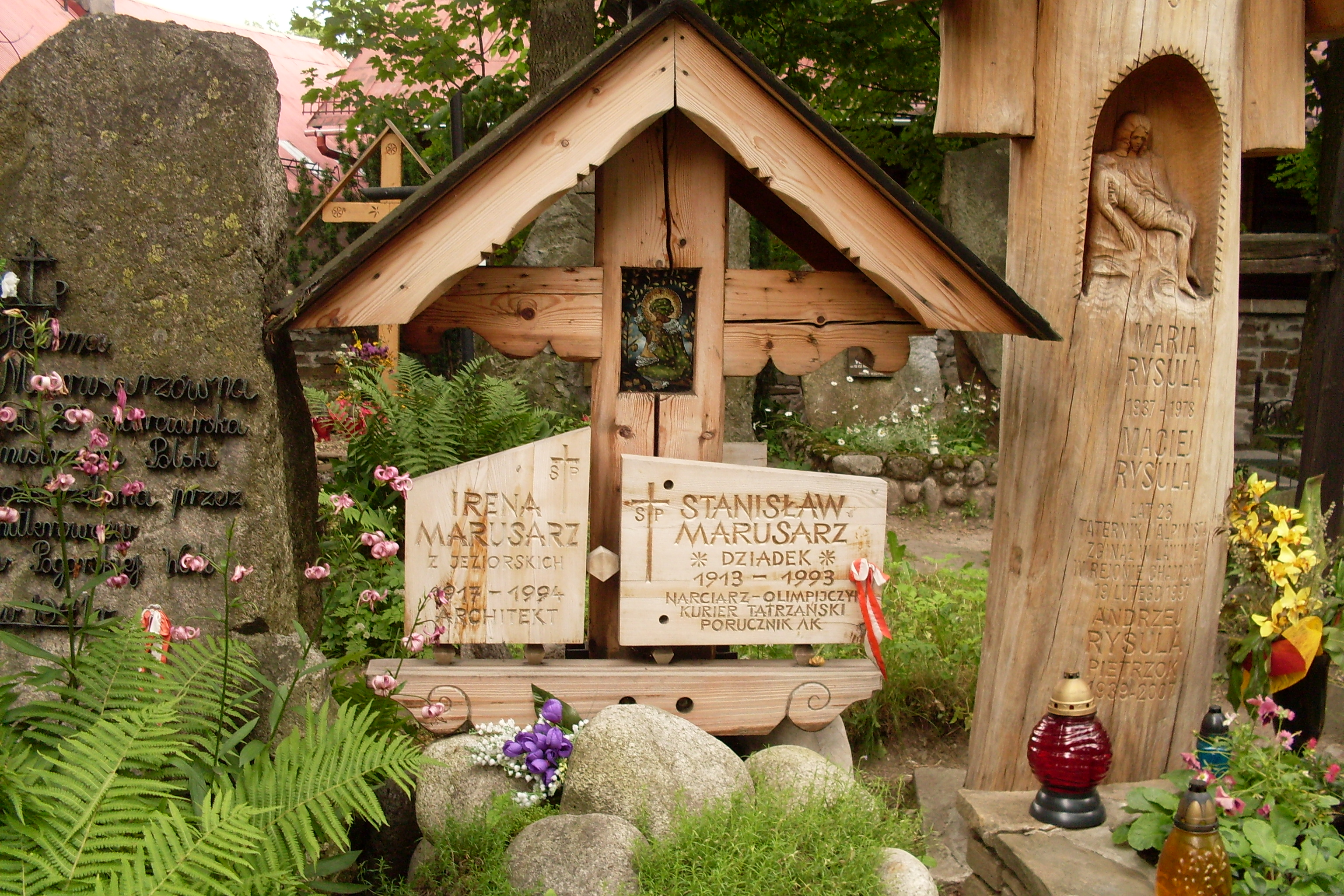
Groby rodziny Marusarzów
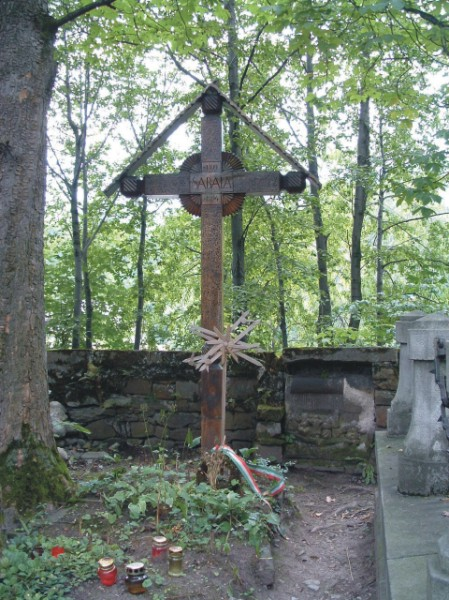
Grób Jana Krzeptowskiego, „Sabały”
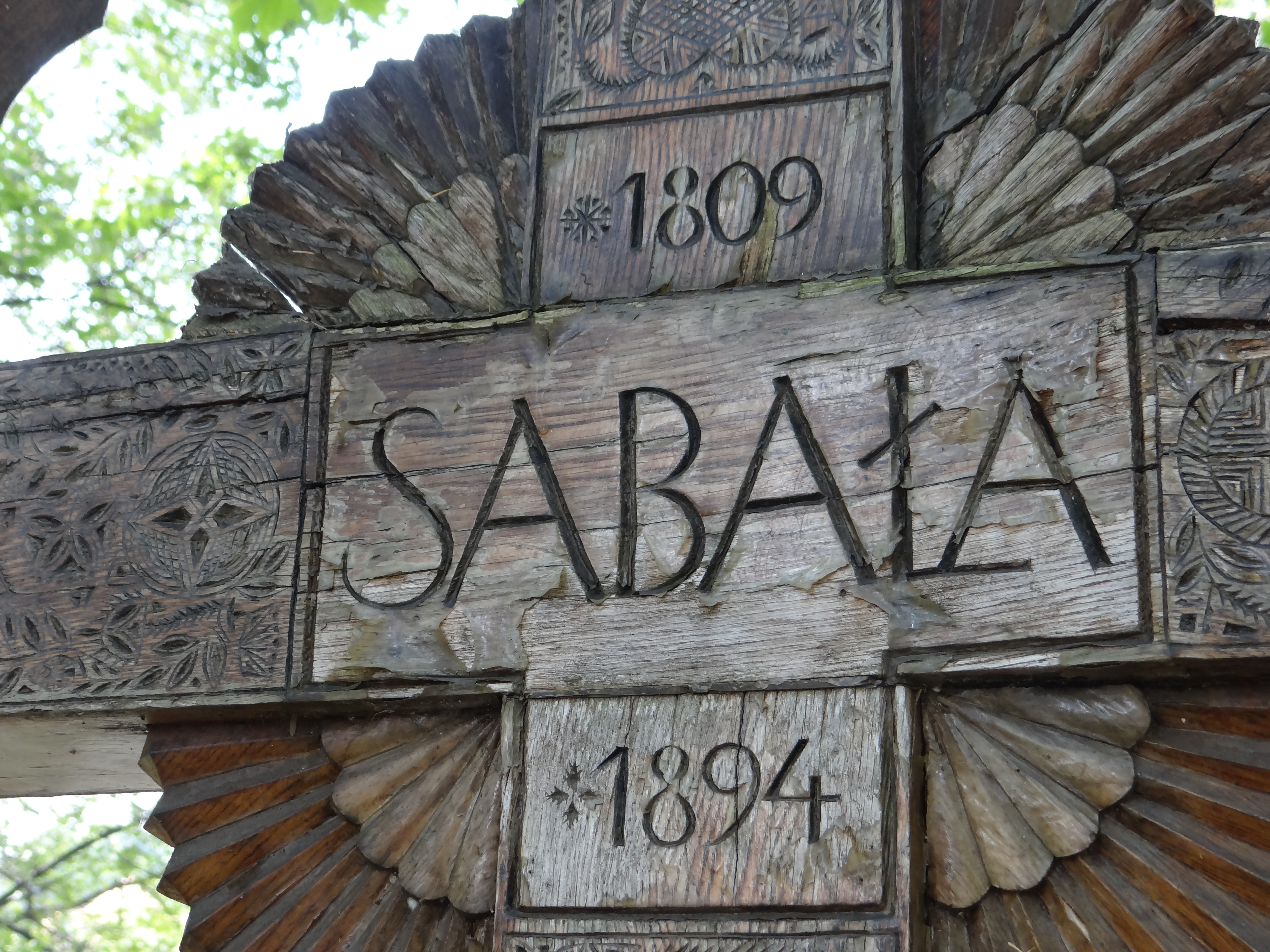
Fragment krzyża z nagrobka Sabały
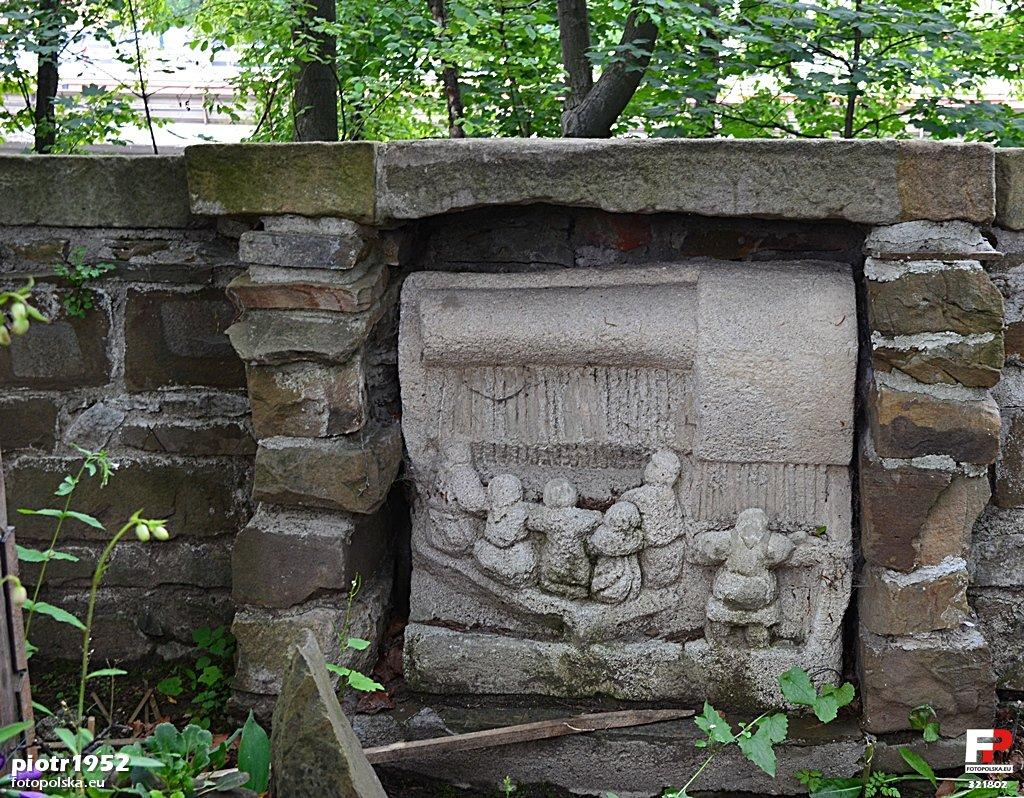
Fragment muru cmentarnego

## Publikacje
- Pinkwart Maciej, Cmentarz na Pęksowym Brzyzku. Przewodnik (2007)
- Maciej Pinkwart, Renata Piżanowska, Stary Cmentarz na Pęksowym Brzyzku w Zakopanem (2019), wydawnictwo WAGANT
- Michał Zarytkiewicz, Stary Cmentarz na Pęksowym Brzyzku w Zakopanem. Plan (2019), wydawnictwo WAGANT